# Гуппи, Роберт Джон Лечмер
Роберт Джон Лечмер Гуппи (англ. Robert John Lechmere Guppy; 15 августа 1836, Лондон, Великобритания — 5 августа 1916, Сан-Фернандо, Тринидад и Тобаго) — британский натуралист, в честь которого названа рыбка гуппи. Он внёс большой вклад в геологию, палеонтологию и зоологию Вест-Индии, в частности Тринидада.
Он был одним из четырех детей Роберта Гуппи (1808—1894), юриста, который отправился в Тринидад и стал мэром Сан-Фернандо, и Амелии Элизабет Гуппи, художника и одного из пионеров фотографии, которая путешествовала по реке Ориноко только в сопровождении несколько местных индейцев. «Лечмера», как его называли, воспитывали бабушка и дедушка Ричард Паркинсон и Люси Лечмер (дочерью вице-адмирала Королевского флота Уильяма Лечмера) в их нормандском замке 13-го века Киннерсли, который находился в Херефордшире. Ричард Паркинсон хотел, чтобы Лечмер унаследовал замок и управлял им, то есть выполнял роль, которая его не интересовала. Получив наследство от другого родственника, Роберт Лечмер покинул Англию в возрасте 18 лет. Он посетил Австралию, Тасманию и потерпел кораблекрушение на побережье Новой Зеландии в 1856 году. Прожив два года с маори и составив карту этого района, Лечмер уехал из Новой Зеландии в Тринидад, где жили его родители. Он женился на Алисе Ростан, дочери местных французских плантаторов и потомка графов Ростана, французских аристократов, которые бежали в Тринидад, от Французской революции. Лечмер стал главным инспектором школ Тринидада, занимая этот пост до своей отставки в 1891 году.
Хотя у него не было формального образования в области наук, Лечмер написал и опубликовал множество статей о палеонтологии региона. Он был президентом Научной ассоциации Тринидада, а также состоял в Совете Королевского института Виктории. Между 1863 и 1913 годами им были написаны около семидесяти работ или статей. Его интерес был особенно связан с ископаемыми и современными моллюсками, особенно с наземными и речными видами.
Хотя иногда ходили слухи, что он был священнослужителем, Лечмер Гуппи был, по сути, агностиком.
Гуппи обнаружил рыбу гуппи в Тринидаде в 1866 году, и в том же году Альберт Гюнтер назвал ее Girardinus guppii в его честь. Однако позже было обнаружено, что рыба ранее была описана в Америке. Хотя Girardinus guppii в настоящее время считается младшим синонимом Poecilia reticulata, общее название «гуппи» по-прежнему сохраняется.

## Описанные виды
- Alcadia conuloides (1868)